# Marquesado de Villarrubia de Langre
El marquesado de Villarrubia de Langre es un título nobiliario español concedido por Real Decreto, el 14 de agosto de 1649, por el rey Felipe IV al general don Juan de Garay y Otáñez y Rada, sobre el mayorazgo de Otañes y sin denominación determinada.
El Real Despacho, fue extendido el 28 de abril de 1652, con la denominación de "Villarrubia de Langre", a favor de Antonia María de Vega Otáñez y Hurtado de Medina, condesa de Villalcázar de Sirga.

## Marqueses de Villarrubia de Langre
|                                 | Titular                                         | Periodo                |
| Creación por Felipe IV          | Creación por Felipe IV                          | Creación por Felipe IV |
| ------------------------------- | ----------------------------------------------- | ---------------------- |
| i                               | Juan de Garay y Otáñez                          | 1649 - 1650            |
| ii                              | Antonia María de Vega Otáñez                    | 1650 - ?               |
| iii                             | Antonia María de Echeverri y Garay Otáñez       | ?                      |
| iv                              | Tomás del Campo Vega Garay y Otáñez             | ?                      |
| v                               | Micaela del Campo Vega y Ubilla                 | ?                      |
| Rehabilitación por Alfonso XIII |                                                 |                        |
| vi                              | José María de las Bárcenas y Tomás Salvany      | 1923-1936              |
| vii                             | María Begoña Pascual de Quinto y Montalvo       | 1943-1955              |
| viii                            | Hortensia Romero-Girón y Tomás Salvany          | 1955-1991              |
| ix                              | Leonardo Herrán y Romero-Girón                  | 1991-2018              |
| x                               | Francisco de Borja Herrán y López de Montenegro | 2018-                  |

## Historia de los marqueses de Villarrubia de Langre
Juan de Garay y Otáñez, había nacido en Madrid el 14 de julio de 1586. Caballero de Santiago, quien llegó a ser Capitán General del ejército en Cataluña.
Casado desde 1640 con doña Francisca Antonia de Albiz y Marzana, dejó una hija que falleció aún en vida de su padre. El título nobiliario pasó entonces a doña Antonia María de Vega Otáñez, señora de la casa de Otáñez.
Al parecer, descendientes o parientes de esta señora pasaron al Perú, donde se hallan presentes miembros de dicho linaje en Lima desde inicios del siglo XVIII, como:
- Juan de Traslaviña Garay y Otáñez, caballero español nacido en Arcentales, Vizcaya, casado con la limeña Teresa Juana de Oyague y Beingolea, padres de D. José Clemente de Traslaviña y Oyague, oidor de Chile en 1744 y oidor de Lima en 1776.

El Título fue rehabilitado en 1923 por el rey Alfonso XIII a favor de José María de las Bárcenas y Tomás Salvany (1891-1936), hijo de José de las Bárcenas y Bringas y Juana María de la Gloria Tomás Salvany y Talledo, y a su vez nieto materno de José Tomás Salvany y de Gabina de Talledo. Casó con Andrea de Oñate y López y con María Concepción Narváez y de Ulloa en segundas nupcias.
En 1943 sucedió en el título, con autorización provisional de la Diputación Permanente de la Grandeza de España:
- María Begoña Pascual de Quinto y Montalvo (†2004), VI baronesa de Guía Real y VII marquesa de Torremejía.

1. Casó con Florentín Rodríguez-Casanova y Travesedo (†1972).

Sin descendencia.
En 1955 se anuló la autorización provisional a la anterior marquesa y se expidió carta de sucesión a favor de:
- Hortensia Romero-Girón y Tomás Salvany (†1988)

1. Casó con Leonardo Herrán Rucabado (†1993)

Sucedió en el título su hijo:
- Leonardo Herrán Romero-Girón (†2018)

1. Casó en 1959 con María Luisa López de Montenegro y Sanz de Madrid

Sucedió en el título su hijo:
- Francisco de Borja Herrán López de Montenegro, titular actual.

1. Casó en 1988 con Rocío Funes Torres-Muñoz
2. Casó en segundas con Belén Ibáñez y Rodríguez de Torres